# Belmont-de-la-Loire
 Belmont-de-la-Loire  es una población y comuna francesa, situada en la región de Auvernia-Ródano-Alpes, departamento de Loira, en el distrito de Roanne y cantón de Belmont-de-la-Loire.

## Demografía
| 1822 | 1659 | 1653 | 1567 | 1528 | 1501 |
| Para los censos de 1962 a 1999 la población legal corresponde a la población sin duplicidades (Fuente: INSEE [Consultar]) |      |      |      |      |      |